# Nematanthus hirtellus
Nematanthus hirtellus är en tvåhjärtbladig växtart som först beskrevs av Heinrich Wilhelm Schott, och fick sitt nu gällande namn av Wiehler. Nematanthus hirtellus ingår i släktet Nematanthus och familjen Gesneriaceae. Inga underarter finns listade i Catalogue of Life.